# Trachysphyrus townesi
Trachysphyrus townesi är en stekelart som beskrevs av Porter 1983. Trachysphyrus townesi ingår i släktet Trachysphyrus och familjen brokparasitsteklar. Inga underarter finns listade i Catalogue of Life.